# مطبعة نابليون

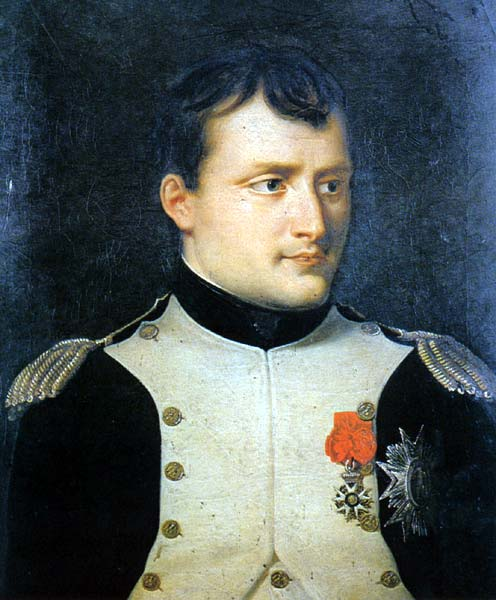
نابليون بونابرت

مطبعة نابليون هي مطبعة حديثة تعود إلي عصر الثورة الصناعية، أمر بتأسيسها نابليون بونابرت عقب احتلال مصر في فترة الحملة الفرنسية علي مصر عام 1798 م.

## تاريخ

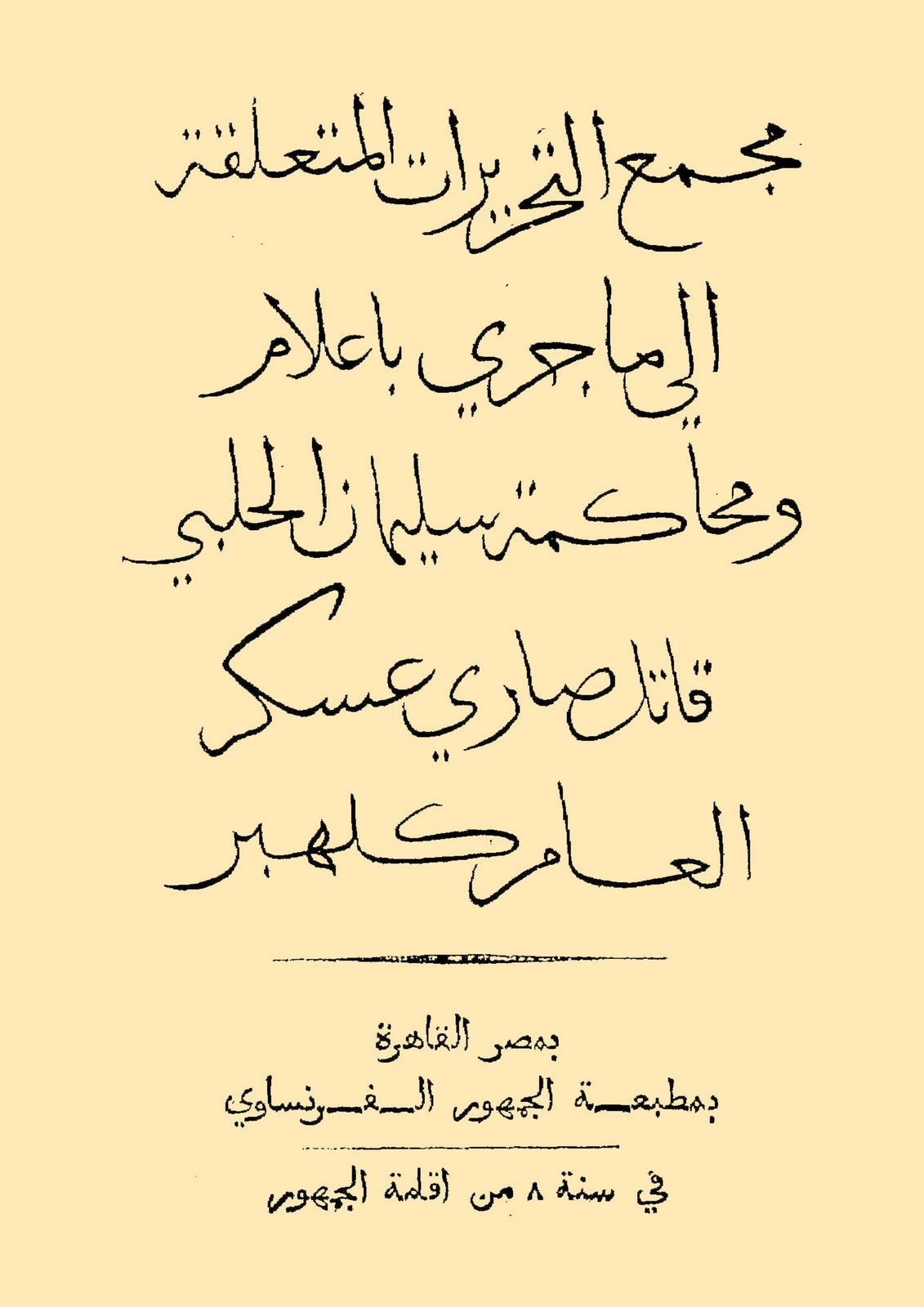
كتاب الأوراق الرسمية الخاصة بمحاكمة سليمان الحلبي مطبوع في مطبعة الجمهور الفرنسي

يرجع ظهور فن الطباعة بمعناه الحديث في مصر إلى عهد الحملة الفرنسية على مصر 1798-1801م، حين أدرك بونابرت منذ اللحظة التي قرر فيها احتلال مصر أن الدعاية هي السلاح الماضي الذي يكسب به قلوب المصريين، فكان عليه إذن أن يعد العدة لحملة من الدعاية يوطد أركانها بمطبعة يحملها معه لتساعده فيما يرمي إليه.
واهتم بونابرت خاصة برجال المطبعة الجديدة ومعداتها. ففي 16 مارس 1798 اتخذ قرارا بتعبئة كل ما تحتاج إليه الحملة، بما في ذلك تزويد المطبعة التي سيحملها معه بالحروف العربية والتركية والفرنسية واليونانية الموجودة في مطبعة الجمهورية.
انقسمت المطابع الرسمية للحملة إلى شعبتين: شرقية يرأسها إيليا فتح الله من ديار بكر، وفرنسية ويرأسها يوحنا يوسف مارسيل. وأطلق على المطبعة الرسمية بشعبتيها ثلاث أسماء رسمية، فعرفت أثناء إبحارها ب"مطبعة "لجيش البحرية"، فلما وصلت الإسكندرية سميت "المطبعة الشرقية الفرنسية"، وحينما استقرت في القاهرة سميت باسم "المطبعة الأهلية". لكن الناس سموها "المطبعة الجديدة" لأنها وصلت بعد مطبعة مارك أوريل بأشهرMark Aurel بأشهر لحرص نابليون على إبقاء مطبعته في قواعده الخلفية.
كانت المطبعة الرسمية موجودة على ظهر السفينة لوريان «الشرق» التي كانت تقل بونابرت وأركان حربه، ولم يكن وجود المطبعة على نفس سفينة القائد العام أمراً وليد الصدفة، فلقد أمر بونابرت بأن تكون المطبعة بجانبه ليستفيد مها في أي لحظة يشاء، وكذلك أمر بأن تعمل وهي في البحر لتطبع النداء الموجه لشعب مصر، والأمر الموجه للجيش 22 يونيو 1798م.
حملت تلك المطبوعات العبارة التالية: «طبع على ظهر لوريان في مطبعة الجيش البحرية»، هكذا نرى أن عمل تلك المطبعة بدأ قبل نزول الحملة إلى البر، ولم يقتصر نشاطها على إخراج بعض النشرات الفرنسية بل تجاوزها إلى طبع البيان العربي الذي أذاعه قائد الحملة على المصريين.
أما مارك أوريل ومطبعته فقد كان على ظهر الفرقاطة «العدالة La Justice» إحدى سفن الحملة. وقامت بطبع البيان الفرنسي المؤرخ أول يوليو.
وبعد أن تم احتلال الإسكندرية وقبل أن يتم الزحف على القاهرة في7 يونيو أصدر نابليون أمراً بإنزال المطابع الفرنسية والعربية واليونانية إلى البر، وبأن توضع في منزل قنصل البندقية بحيث يمكن الطبع بها في ظرف 48 ساعة. وخرج أول مطبوع في مصر وهو الطبعة الثانية لبيان الحملة المكتوب باللغة العربية والذي تحمل نسخته هذه العبارة: في الإسكندرية من المطبع الشرقية والفرنسية".
ثم رحل نابليون إلى القاهرة تاركاً المطبعة العربية في الإسكندرية حيث قام يوحنا مارسيل بنشر أبجدية عربية وتركية وفارسية طبعها في المطبعة الشرقية الفرنسية، وتمرينات بالعربية الفصحى للمبتدئين، ثم غادر الإسكندرية إلى القاهرة في أكتوبر 1798م.
ظل مقر المطبعة الشرقية بمدينة الإسكندرية إلى نهاية 1798 حيث ظلت هي المطبعة الوحيدة في مصر التي تطبع بالعربية، إذ أن نابليون كان يستخدم مطبعة مارك أوريل في القاهرة للطباعة في اللغة الفرنسية، ويرسل إلى المطبعة الشرقية بالإسكندرية للطباعة باللغة العربية.
وابتداءَ من 14 يناير 1799 أصبحت المطابع الثلاث في القاهرة، حيث باع مارك أوريل مطبعته للحكومة الفرنسية. وفي نفس اليوم أصدر نابليون أمراً بتنظيم الطباعة وتعيين المسؤولين عن سياسة المطبوعات فيها، ويتضح لنا من خلال هذا الأمر مدى الرقابة الصارمة والشديدة التي فرضها نابليون على المطبعة بحيث لا تصدر عنها مطبوعات بغير علم القيادة، أو تذيع ما من شأنه أن يمس المظام أو يسيء إلى الرأي العام الفرنسي أو المصري، لذلك كان هذا النظام الشدي أشبه ما يكون بما نعرفه اليوم بنظام الرقابة العامة على المطبوعات أو الرقيب. أما عن مكان المطبعة بالقاهرة فقد كانت دائماً ملازمة لمعسكرات الجيش. وعندما ثارت القاهرة في 1798م نقلت المطبعة إلى الجيزة. ولكنها عادت إلى القاهرة بعد أن أخمدت الثورة، ونقلت في النهاية إلى القلعة لأنها كانت إحدى معسكرات الجيش الفرنسي.
وهكذا نرى أن نابليون كان يقيم لمطبعته وزناً كبيراً، فهو يقيمها في القواعد الخلفية لمعسكرات الجيش، فإن شعر بالخطر بادر لنقلها أبعد ما يمكن عنه، فهو يبقيها في الإسكندرية حتى يستتب له الأمر في القاهرة، ثم يبعدها للجيزة تارة وللإسكندرية تارة أخرى حينما قامت الثورات في القاهرة، فلما هدأت الأمور عاد بها ووضعها في القلعة بالقاهرة وكانت عندئذ أحد معسكرات جيشه. وكانت الطامة الكبرى عند نابليون لو وقعت هذه الطابعة بيد علماء الأزهر وهم طليعة المقاومة التي تواجهه. فقد كان يدرك تماماً أنه بهذه المطبعة يمارس الدجل على الشعب المصري، ولكن نداءً حقيقياً للجهاد لو طبع على هذه المطبعة لكان كفيلاً بأن يقيم القيامة على رأسه.

## إنتاج المطبعة

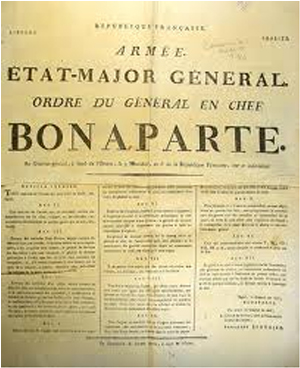
وثيقة تحمل اوامر باسم القائد نابليون تمت طباعتها في المطبعة

وقد طبعت مطابع الحملة الفرنسية الثلاث خلال فترة بقائها في مصر:
1. الحروف العربية والتركية والفارسية التي تستعملها "المطبعة الشرقية الفرنسية تأليف يوحنا يوسف مارسيل في 16 صفحة من الحجم الصغير.
2- تمارين في المطالعة العربية تأليف نفس الكاتب في 12 صفحة من الحجم الصغير.
3- «البريد المصري Le Courier de l'Egypt» وهي جريدة سياسية فرنسية في أربع صفحات تظهر كل خمسة أيام من مطبعة مارك أوريل.
4- بيان الأحداث التي حدثت في في أوروبا أثناء الأشهر الأربعة الأولى للحملة بالفرنسية.
5- «العشرية المصرية La Decade Egyptienne» وهي صحيفة للآداب والاقتصاد السياسي معدة للظهور كل عشرة أيام.
6- «التقويم السنوي للجمهورية الفرنسية» (خالد عزب ص 80).
7- وإلى جانب المنشورات والأوامر العسكرية طبعت أمثال لقمان الحكيم وبعض رسائل في النصائح الطبية.
8- طبعت بالعربية والفرنسية والتركية محاكمة سليمان الحلبي (فؤاد هلال ونديم فقش ص 356). وقد عادت المطابع الثلاث لفرنسا مع الحملة عند خروجها من مصر في عام 1801م (محمود الطناحي ص 355).